# Mister Jack and the Daniels
 Der er for få eller ingen kildehenvisninger i denne artikel, hvilket er et problem. Du kan hjælpe ved at angive troværdige kilder til de påstande, som fremføres i artiklen.

Mister Jack and the Daniels er et dansk orkester etableret i Skanderborg marts 1990. Musikstilen er amerikansk country, kopier af sange fra amerikanske kunstnere som Johnny Cash, Dwight Yoakam og Brad Paisley. Egne sange eller sange skrevet af andre til orkesteret. Har udsendt 12 udgivelser på både kassettebånd, cd og streaming. Har primært spillet den levende musik i Danmark, men også besøgt Tyskland, Holland, Sverige, Polen og Norge. Musikerne var fra 1990 til nu Lars Clausen på sang og akustisk guitar og Michael Grønnegaard på trommer. Af bassister har følgende været medlem: Jesper Bang, Morten Tandrup og siden 1996 til nu, Gregor Forte. Siden 1999 på pedalsteel Leif Bruun. Af guitarister har følgende været medlem: Morten Donslund og fra 2004 til nu Anders Lampe. Fra 2012 til 2015 var også Henriette Tatiana Eisner medlem. Orkesteret har den levende musik i fokus, til glæde og underholdning for det levende publikum.